# Sécurité de la voix sur IP
 (décembre 2012).
Si vous disposez d'ouvrages ou d'articles de référence ou si vous connaissez des sites web de qualité traitant du thème abordé ici, merci de compléter l'article en donnant les références utiles à sa vérifiabilité et en les liant à la section « Notes et références ».
Voice over IP est un terme anglais décrivant le transport de la voix sur réseau IP.
Au contraire des téléphones analogiques filaires (RTC) dépendants de centraux téléphoniques dédiés, la voix sur IP permet le transport de conversations téléphoniques sur tout réseau numérique ou analogique acceptant le protocole TCP/IP (Ethernet, RNIS, PPP, etc).
À l'aide de codecs audio, la voix est transformée et compressée en données numériques. Ces dernières sont ensuite acheminées jusqu'au destinataire dans de simples paquets TCP/IP, comme le seraient n'importe quelles données Web transitant sur Internet.

## Les différents protocoles
Il en existe deux types des protocoles VoIP : Signalisation et transport. 

## Les protocoles de signalisations
Les principaux protocoles utilisés
pour l'établissement (signalisation) de connexions
en voix sur IP sont :
H323
SIP
MGCP [réf. nécessaire].

### H.323[pasclair]
H.323 est un regroupement de plusieurs protocoles qui concernent trois catégories distinctes : la signalisation, la négociation de codecs et le transport de l'information.

#### Introduction[pasclair]
Avec le développement du multimédia sur les réseaux, il est devenu nécessaire[pourquoi ?] de créer des protocoles qui supportent ces nouvelles fonctionnalités, telles que la visioconférence : l'envoi de son et de vidéo avec un souci de données temps réel[réf. nécessaire]. Le protocole H.323 est l'un d'eux[réf. nécessaire]. Il permet de faire de la visioconférence sur des réseaux IP[réf. nécessaire].
H.323 est un protocole de communication englobant un ensemble de normes[pas clair] utilisés pour l'envoi de données audio et vidéo sur Internet[réf. nécessaire]. Il existe depuis 1996 et a été initié par l'UIT[réf. nécessaire] (ITU en anglais : International Communication Union), un organisme international de téléphonie qui développe des standards de communication. Concrètement, il est utilisé dans des programmes tels que Microsoft Netmeeting[réf. nécessaire], ou encore dans des équipements tels que les routeurs Cisco[Lesquels ?][réf. nécessaire]. Il existe un projet OpenH.323 qui développe un client H.323 en logiciel libre[réf. nécessaire] afin que les utilisateurs et les petites entreprises puissent avoir accès à ce protocole sans avoir à débourser d'argent[pas clair].
Le protocole H.323 est utilisé pour l'interactivité en temps réel, notamment la visioconférence (signalisation, enregistrement, contrôle d'admission, transport et encodage)[réf. nécessaire]. C'est le leader du marché[pas clair] pour la téléphonie Ip[réf. nécessaire]. Il s'inspire du protocole H.320 qui proposait une solution pour la visioconférence sur un réseau numérique à intégration de service (Rnis ou Isdn en anglais), comme par exemple le service Numéris proposé par France Telecom[réf. nécessaire]. Le protocole H.323 est une adaptation de H.320 pour les réseaux Ip[réf. nécessaire]. A l'heure actuelle[Quand ?], la visioconférence sur liaison Rnis est toujours la technique la plus déployée[réf. nécessaire]. Elle existe depuis 1990[réf. nécessaire]. Les réseaux utilisés sont à commutation de circuits[réf. nécessaire]. Ils permettent ainsi de garantir une Qualité de Service (QoS) aux utilisateurs (pas de risque de coupure du son ou de l'image[pourquoi ?])[réf. nécessaire]. Aujourd'hui[Quand ?], c'est encore un avantage indiscutable[réf. nécessaire]. Par contre, comme pour le téléphone, la facturation est fonction du débit utilisé, du temps de communication et de la distance entre les appels[réf. nécessaire].

#### Fonctionnement
il y a 4 éléments de réseaux dans H.323[pas clair][réf. nécessaire] :
Les terminauxdans un contexte de téléphonie sur IP, deux types de terminaux H.323 sont aujourd'hui disponibles. Un poste téléphonique IP raccordé directement au réseau Ethernet de l'entreprise. Un PC multimédia sur lequel est installée une application compatible H.323[réf. nécessaire].
Les passerelles (GW: Gateway)elles assurent l'interconnexion entre un réseau IP et le réseau téléphonique, ce dernier pouvant être soit le réseau téléphonique public, soit un réseau de téléphonie mobile soit un Pabx d'entreprise[pas clair][réf. nécessaire]. Elles assurent la correspondance de la signalisation et des signaux de contrôle et la cohésion entre les médias[réf. nécessaire]. Pour ce faire, elles implémentent les fonctions suivantes de transcodage audio (compression, décompression), de modulation, démodulation (pour les fax), de suppression d'échos, de suppression des silences et de contrôle d'appels[réf. nécessaire]. Les passerelles sont le plus souvent basées sur des serveurs informatiques standards (Windows NT, Linux) équipés d'interfaces particulières pour la téléphonie (interfaces analogiques, accès de base ou accès primaire RNIS, interface E1, etc.) et d'interfaces réseau, par exemple de type Ethernet[réf. nécessaire]. La fonctionnalité de passerelle peut toutefois être intégrée directement dans le routeur ainsi que dans les Pabx eux-mêmes[réf. nécessaire].
Les portiers (GK: Gatekeeper)ils sont des éléments optionnels dans une solution H.323[réf. nécessaire]. Ils ont pour rôle de réaliser la traduction d'adresse (numéro de téléphone - adresse Ip) et la gestion des autorisations[réf. nécessaire]. Cette dernière permet de donner ou non la permission d'effectuer un appel, de limiter la bande passante si besoin et de gérer le trafic sur le Lan[réf. nécessaire]. Les "garde-barrières" permettent également de gérer les téléphones classiques et la signalisation permettant de router les appels afin d'offrir des services supplémentaires[réf. nécessaire]. Ils peuvent enfin offrir des services d'annuaires[réf. nécessaire].
Les unités de contrôle multipoint (MCU, Multipoint Control Unit)référence au protocole T.120 qui permet aux clients de se connecter aux sessions de conférence de données[réf. nécessaire]. Les unités de contrôle multipoint peuvent communiquer entre elles pour échanger des informations de conférence[réf. nécessaire].

### SIP

#### Introduction[pasclair]
Le protocole SIP (Session Initiation Protocole) a été initié par le groupe MMUSIC (Multiparty Multimedia Session Control)[réf. nécessaire] et est désormais repris et maintenu par le groupe SIP de l'IETF donnant la Rfc 3261[réf. nécessaire] qui a rendu obsolète la Rfc 2543[réf. nécessaire]. Sip est un protocole de signalisation appartenant à la couche application du modèle OSI[réf. nécessaire]. Son rôle est d'ouvrir, modifier et libérer les sessions[Quoi ?][réf. nécessaire]. L'ouverture de ces sessions permet de réaliser de l'audio ou vidéoconférence, de l'enseignement à distance, de la voix (téléphonie) et de la diffusion multimédia sur Ip essentiellement[réf. nécessaire]. Un utilisateur peut se connecter avec les utilisateurs d'une session déjà ouverte[Comment ?][réf. nécessaire]. Pour ouvrir une session, un utilisateur émet une invitation transportant un descripteur de session permettant aux utilisateurs souhaitant communiquer de s'accorder sur la compatibilité de leur média[réf. nécessaire], Sip permet donc de relier des stations mobiles en transmettant ou redirigeant les requêtes vers la position courante de la station appelée[réf. nécessaire]. Enfin, SIP possède l'avantage de ne pas être attaché à un médium particulier[Comment ?][réf. nécessaire] et est censé être indépendant du protocole de transport des couches basses[pourquoi ?][réf. nécessaire].